# 吉川村 (岡山県)
吉川村（よしかわそん）は、岡山県上房郡にあった村。現在の加賀郡吉備中央町の一部にあたる。

## 地理
吉川川、加茂川流域の高原に位置していた。

## 歴史
- 1874年（明治7年）上房郡東吉川村、西吉川村が合併して吉川村が成立[2]。
- 1889年（明治22年）6月1日、町村制の施行により、上房郡吉川村、黒山村が合併して村制施行し、吉川村が発足[1][2]。旧村名を継承した吉川、黒山の2大字を編成[2]。
- 1955年（昭和30年）2月1日、上房郡上竹荘村・豊野村・下竹荘村、吉備郡大和村と合併し賀陽町を新設して廃止された[1][2]。合併後、賀陽町大字吉川・黒山となった[2]。

## 産業
- 農業[2]

## 名所・旧跡
- 吉川八幡宮[2]